# Ezra Furman and the Harpoons
Ezra Furman and the Harpoons био је четворочлани рок бенд активан од 2006. до 2011. године. Чланови бенда били су Езра Ферман (вокали, гитара), Џоб Макада (бас-гитара), Адам Абрутин (бубњеви) и Ендру Лангер (гитара). Бенд је био формиран у Тафтс Универзитету 2006. године.

## Историја
Бенд је само-објавио свој први албум, Beat Beat Beat у јуну, 2006. године, који је био снимљен у серији соба студентског дома. Инжењери звука за албум били су бивши члан бенда, Јан Суд и Дејв Кант.
Августа, 2007. године, бенд је потписао дво-албумски уговор са Minty Fresh Records издавачком кућом и објавили су свој деби албум Banging Down the Doors, чији је продуцент био Брајан Дек. Албум је дочекан похвалама од стране критичара, појавивши се на више топ-листи 2007. године. Њихов следећи албум, Inside the Human Body, објављен је у октобру, 2008. и такође је добио позитивне оцене од критичара.
Након што им је уговор са Minty Fresh Records истекао, бенд је објавио нови албум по имену Moon Face, који је садржао уживо снимке песама и неке од Ферманових соло песама. У случају да неко наручи албум на вебсајту бенда, могао би да напише текст о себи и, као додатна песма на албуму, Ферман би написала песму специфичну за купца.
Њихов трећи студијски албум, Mysterious Power, објављен је 5. априла, 2011. од стране издавачке куће Red Parlor Records. Албум је био снимљен у Лос Анђелесу и продуцент албума био је Даг Боем.
Езра Ферман је од тада направила више соло албума и иде на турнеје са својим бендом Ezra Furman and the Boyfriends.

## Дискографија

### Албуми
- Beat Beat Beat (2006)
- Banging Down the Doors (2007)
- Inside the Human Body (2008)
- Mysterious Power (2011)

### Компилације
- Moon Face: Bootlegs and Road Recordings 2006-2009 (2009)